# Eugyra glutinans
Eugyra glutinans är en sjöpungsart som först beskrevs av Moller 1842.  Eugyra glutinans ingår i släktet Eugyra och familjen kulsjöpungar. Inga underarter finns listade i Catalogue of Life.